# Droga wojewódzka nr 769
Droga wojewódzka nr 769 (DW769) – droga wojewódzka w województwie mazowieckim o długości 1,1 km. Przebiega przez Górę Kalwarię łącząc stacją kolejową z drogą krajową nr 79.